# Pereche minimală
În fonologie, termenul pereche minimală desemnează două elemente aflate în opoziție din punct de vedere fonologic. Conform unei definiții, elementele în opoziție sunt cuvinte al căror sens este diferențiat de un singur sunet sau de elementele prozodice purtate de un sunet. În altă viziune, cele două elemente în opoziție sunt sunete diferențiate de o singură trăsătură a lor, de exemplu sonoră ↔ surdă, și acestea produc perechi minimale de cuvinte.
Prin sens al cuvintelor se înțelege cel mai adesea sens lexical, dar poate fi vorba și de sens gramatical.
Noțiunea de pereche minimală a fost introdusă de Școala lingvistică de la Praga în legătură cu cea de fonem, deoarece cu ajutorul primei noțiuni se poate stabili care sunete ale unei limbi sunt și foneme, adică sunete care diferențiază sensuri. Caracterul de fonem al unui sunet se stabilește căutând cuvinte al căror sens este diferențiat de un singur sunet. În aceste cuvinte, sunetele alcătuiesc o paradigmă, adică sunt comutabile în același context fonetic, prin urmare sunt în opoziție fonologică și de aceea trebuie considerate foneme.
Se întâmplă ca într-o anumită succesiune de sunete care formează un cuvânt, să se poată comuta în aceeași poziție mai mult de două sunete, iar acea succesiune să rămână totuși un cuvânt. În acest caz este vorba de o serie minimală. Exemple:
- ro  bragă ↔ dragă ↔ fragă ↔ tragă, mamă ↔ mama ↔ mame[13];
- fr  cal „bătătură” (pe piele) ↔ mal „rău” ↔ pal „par”[14], capot „capotă” ↔ canot „barcă” ↔ calot „tichie” ↔ cadeau „cadou” ↔ cagot „habotnic” ↔ cabot „javră” ↔ caveau „cavou” ↔ cachot „temniță” ↔ cageot „lădiță” (/ka/ + fonem comutabil + /o/).[15];
- en  big „mare” ↔ pig „porc” ↔ rig „turn de foraj”[6], gap „deschizătură” ↔ cap „capac” ↔ map „hartă” ↔ tap „robinet”[16].

## Perechi și serii minimale determinate de trăsături ale sunetelor
Numărul de perechi minimale în care se găsește o anumită opoziție fonologică îi conferă acesteia o pondere funcțională mai mare sau mai mică. Bunăoară, în engleză, opoziția /p/ ↔ /b/ se găsește într-un număr relativ mare de perechi minimale, pe când opoziția /a/ ↔ /e/ este reprezentată de un număr relativ mic de asemenea perechi. O astfel de apreciere cantitativă se face după mai multe criterii, precum locul opoziției în cuvânt sau frecvența de ocurență a cuvintelor în limbă.
Nu orice pereche de sunete opuse printr-o singură trăsătură este totodată și pereche de foneme, și anume atunci când nu produce o pereche minimală de cuvinte. Este cazul, de exemplu, în limba maghiară, a fonemului /j/ care are variantele [ʝ] (sonoră în cuvântul dobj „aruncă” la imperativ) și [ç] (surdă în lépj „pășește” la imperativ). Aceste variante se numesc alofonele fonemului.
Opoziția dintre foneme nu apare în toate formele cuvintelor din perechea minimală, din cauza contextului fonetic al anumitor forme. De exemplu, despre /k/ și /g/ se știe că sunt o pereche de foneme în maghiară, dat fiind că există o pereche minimală precum fok „grad” ↔ fog „dinte”, dar în cuvintele fokhoz „la grad” / foghoz „la dinte” opoziția lor se neutralizează sub influența lui /h/, care face ca [g] să devină surdă, de aceea pronunțându-se la fel cu [k].
Inventarele de foneme ale limbilor diferă mai mult sau mai puțin unul de altul, între unele existând deosebiri foarte mari atât în privința numărului de foneme, cât și în al trăsăturilor care le diferențiază. Ceea ce este fonem într-o limbă poate să nu fie fonem în alta. În limbile hindi și engleză, de exemplu, consoanele oclusive pot fi aspirate și neaspirate. În limba hindi ele sunt foneme deosebite, existând de pildă o pereche minimală precum phāl /pʰaːl/ „muchie de cuțit” ↔ pāl /paːl/ „a îngriji”. Și în engleză există [pʰ] (ex. pin „ac cu gămălie”) și [p] (ex. spin „a se învârti”), dar nu în perechi minimale, prin urmare [pʰ] nu este fonem. De asemenea, și în engleză, și în maghiară există sunetele [n] și [ŋ]. În engleză acestea sunt foneme, ca dovadă o pereche minimală ca sin „păcat” ↔ sing „a cânta”, dar în maghiară nu, deși există în cuvinte precum ro[n]da „urât” și so[ŋ]ka „șuncă”, dar nu în perechi minimale. Asemenea opoziții nu deosebesc sensuri, nu sunt fonologice, ci doar fonetice.

## Perechi și serii minimale determinate de elemente prozodice
Sunt limbi în care nu numai trăsăturile sunetelor, ci și elemente prozodice purtate de câte un sunet deosebesc sensuri, în unele cazuri numai acestea. Așa sunt în primul rând așa-numitele limbi tonale, în care tonul, adică înălțimea sunetului și eventuala sa variație limitată la sunet au un rol relativ important în deosebirea sensurilor cuvintelor. Prin analogie cu noțiunea de fonem, un asemenea ton a fost numit tonem. Printre aceste limbi, unele dispun de mai puține, altele de mai multe tonuri. De exemplu, limba chineză mandarină are patru tonuri. Bunăoară, secvența de sunete ma are cinci sensuri, cuvintele corespunzătoare lor alcătuind următoarea serie minimală:
| · Tonurile din limba mandarină. |

- cu ton înalt constant: mā „mamă”;
- cu ton ascendent: má „cânepă”;
- cu ton descendent-ascendent: mǎ „cal”;
- cu ton brusc descendent: mà „a certa”;
- fără ton, la sfârșit de propoziție sau frază: particulă interogativă.

În limbile bunu sau punu din familia limbilor tonale miao-yao, numite și hmong-mien, vorbite în Asia de Sud-Est (sudul Chinei, nordul Vietnamului, nordul Laosului), sunt opt tonuri. Nivelurile de înălțime a lor sunt notate cu cifre de la 1 (cel mai jos) la 5 (cel mai înalt). Tonurile cu înălțime constantă la un anumit nivel sunt notate cu o succesiune de două cifre identice, iar cele date de o variație de niveluri – cu o succesiune de cifre diferite. Exemplu de serie minimală în aceste limbi: cu33 „împreună” ↔ cu22 „ultimul” ↔ cu12 „pod” (peste apă) ↔ cu43 „vin, alcool” ↔ cu42 „ordine” ↔ cu31 „cârlig” ↔ cu21 „tocmai” ↔ cu231 „secetă”.
Sunt și limbi care nu sunt tonale, dar în care tonul funcționează în mod limitat la deosebirea sensurilor. Asemenea sunt, de exemplu, suedeza și norvegiana. În acestea sunt posibile perechi minimale determinate de ton, dacă cuvintele au cel puțin două silabe. În suedeză sunt perechi minimale determinate de opoziția „ton mai înalt pe prima silabă decât pe a doua ↔ ton mai înalt pe a doua silabă decât pe prima”, ca de pildă:
buren „cușca, colivia” ↔ buren „dus, purtat”;
tanken „tancul” ↔ tanken „gândirea”;
komma „virgulă” ↔ komma „a veni”.
În limbile din diasistemul slav de centru-sud, accentul este în același timp de intensitate și muzical, adică nucleul de silabă se pronunță mai puternic și pe un anumit ton, intervenind și durata nucleului. Prin urmare se deosebesc patru tipuri de accent:
- lung descendent: zlȃto „aur”;
- lung ascendent: rúka „mână”;
- scurt descendent: kȕća „casă”;
- scurt ascendent: žèna „femeie”.

În aceste limbi sunt, privitor la sensul lexical, perechi minimale bazate pe:
- opoziție între sunete: /pȃd/ „cădere” ↔ /rȃd/ „muncă”, /zȏb/ „ovăz” ↔ /zȗb/ „dinte”[1];
- opoziție între tipuri de accent: /grȁd/ „grindină” ↔ /grȃd/ „oraș”, /lȕk/ „ceapă” ↔ /lȗk/ „arc”, /kȕpiti/ „a aduna” ↔ /kúpiti/ „a cumpăra”, /tȅk/ „abia” (referitor la timp) ↔ /tȇk/ „poftă de mâncare”[9].

Tipurile de accent pot deosebi și numai sensuri gramaticale [/sèla/ „satului” (genitiv singular) ↔ /sȅla/ „sate” (nominativ plural), /jȅdra/ „pânzei” (de ambarcațiune) (genitiv singular) ↔ /jèdra/ „pânze” (nominativ plural)] sau sensuri lexicale și gramaticale în același timp: /róda/ „barză” (nominativ singular) ↔ /rȍda/ „genului” (genitiv singular), /lȗka/ „cepei” (genitiv singular) ↔ /lúka/ „port” (pentru vapoare) (nominativ singular).
Cantitatea vocalelor neaccentuate poate de asemenea deosebi sensuri, dar numai gramaticale: /slȋkē/ „imaginii” (genitiv singular – cu ē lung) ↔ /slȋke/ „imagini” (nominativ plural – cu e scurt), /pòjedē/ „mănâncă” (indicativ prezent) ↔ /pòjede/ „mâncă” (aorist).
În limbile cu accent de intensitate, în care acesta este mobil, are uneori rol de deosebire a sensurilor locul accentului. Exemplu în engleză: permit [pəʳˈmɪt] „a permite” ↔ permit [ˈpɜːʳmɪt] „permisiune”.
În română:
- perechi minimale: ácele ↔ acéle, véselă ↔ vesélă, cópii ↔ copíi;
- serie minimală: móbilă ↔ mobílă ↔ mobilắ.

În română, rolul locului accentului este sistematic în deosebirea formelor de indicativ prezent și de perfect simplu ale verbelor de conjugarea I fără sufix, la persoana a III-a singular: adúnă ↔ adunắ.